# Sympetrum darwinianum
Sympetrum darwinianum – gatunek ważki z rodziny ważkowatych (Libellulidae).